# كيلي هانسن
كيلي هانسن (بالإنجليزية: Kelly Hansen)‏ هو مغني أمريكي، ولد في 18 أبريل 1961 في هاوثورني في الولايات المتحدة.

## وصلات خارجية
- كيلي هانسن على موقع ميوزك برينز (الإنجليزية)
- كيلي هانسن على موقع ديسكوغز (الإنجليزية)